# Pachycondyla australis
Pachycondyla australis är en myrart som först beskrevs av Auguste-Henri Forel 1900.  Pachycondyla australis ingår i släktet Pachycondyla och familjen myror. Inga underarter finns listade i Catalogue of Life.